# Mini John Cooper Works WRC
Mini John Cooper Works WRC – samochód WRC konstrukcji Mini (BMW) oparty na modelu Mini Countryman. Używany od sezonu 2011 Rajdowych Mistrzostw Świata przez zespół Mini WRC Team. Jest to pierwszy od lat 60. samochód przygotowany przez Mini z myślą o braniu udziału w rajdach najwyższego poziomu. Rozwój i obsługa pojazdów wspierana jest przez Prodrive.
Samochód zadebiutował podczas Rajdu Włoch 2011. Wprowadzenie poprzedziły intensywne testy w Portugalii, Hiszpanii i Francji rok wcześniej. 
Do napędu użyto turbodoładowanego silnika R4 1.6 opracowanego przez BMW Motorsport.

## Dane techniczne
Silnik:
- R4 1,6 l (1599 cm³), 4 zawory na cylinder, DOHC
- Turbodoładowanie Garett
- Układ zasilania: bezpośredni wtrysk paliwa
- Średnica cylindra × skok tłoka: 77,00 × 85,80 mm
- Stopień kompresji: maksymalnie 12,5:1
- Moc maksymalna: 310 KM (231 kW)
- Maksymalny moment obrotowy: 420 N•m

Przeniesienie napędu:
- Permanentny napęd na cztery koła
- Rozdział mocy (tył/przód): 50/50
- Skrzynia biegów: 6-biegowa manualna sekwencyjna X-Track

Pozostałe:
- Hamulce przód: wentylowane hamulce tarczowe, zaciski 4-tłoczkowe, śr. tarcz 355/300 mm
- Hamulce tył: wentylowane hamulce tarczowe, zaciski 4-tłoczkowe, śr. tarcz 355/300 mm
- Hamulec pomocniczy: hydrauliczny
- Zawieszenie przód: kolumny MacPhersona